# New York (EP)
New York е дебютното EP на американската рапърка Ейнджъл Хейз.

## История на издаване
| Държава        | Дата               | формат            |
| -------------- | ------------------ | ----------------- |
| Великобритания | 5 октомври 2012 г. | Дигитално сваляне |

## Списък с песни[2]
| №  | Име                | Време |
| -- | ------------------ | ----- |
| 1. | New York           | 3:27  |
| 2. | Werkin' Girls      | 3:10  |
| 3. | Supreme            | 3:02  |
| 4. | Chi (Need To Know) | 4:20  |

## Сингли
Werkin' Girls е първия сингъл. Издаден е на 12 септември 2012 г. във Великобритания.
New York е вторият сингъл от EP-то. Песента е издадена на 8 октомври 2012 г.Песента се класира на 58 място във Великобритания.